# Церковь Михаила Архангела (Ярославль)
Церковь Михаила Архангела — гарнизонный православный храм в историческом центре Ярославля, на Которосльной набережной, рядом со Спасо-Преображенским монастырём. Памятник архитектуры Ярославской школы зодчества XVII века.

## Архангельский собор удельного времени
В истории храма можно выделить два этапа. В XIII—XV веках он служил, по мнению краеведов, дворцовой церковью ярославских удельных князей. Инок Пахомий в житии святых князей Василия и Константина Ярославских, составленном им около 1530 года, записал, что ростовский князь Константин Всеволодович «в меньшем своем граде Ярославле» одновременно с Успенским собором «заложи церковь иную в большем граде, у врат, брусяную, собор Архистратига Михаила». Таким образом, возведение деревянного Архангельского собора принято относить к 1215 году.
Рукопись конца XVIII века, хранившаяся в церкви, относит построение «брусчатой» церкви «близ ворот, потом от церкви наименованных Архангельскими», к 1213—1216 годам и сообщает, что здание простояло 79 лет, до 1295 года, когда жена князя Фёдора Чёрного, именем Анна, дочь ордынского хана Ногая (возможно, от его греческой жены, дочери Михаила VIII Палеолога), «созда новую Архистратига Михаила церковь и в ней честную Богоматери икону постави и украси её златом и сребром, и камением драгим… наименовав оную церковь соборною».
Предание связывало посвящение церкви с дедом ярославской княгини, императором Михаилом, либо с её пасынком, рано умершим Михаилом Фёдоровичем. В настоящее время тестем Фёдора Чёрного принято считать не Ногая, а другого ордынского хана, Менгу-Тимура. Со времён княгини Анны, по преданию, в храме сохранялись иконы:
- храмовый образ Михаила Архангела, увезённый после революции в Третьяковскую галерею;
- «осьмивершковый» образ Владимирской Богоматери в серебряной ризе над царскими воротами с пророческими видениями по углам;
- икона Смоленской Богоматери, по догадке Иллариона Тихомирова, привезённая Фёдором Чёрным из своего родного Смоленска «около 1283 года, во время его недолгого пребывания тамошним князем»[1];
- икона Антония Великого из тёплой Благовещенской церкви считалась прежде храмовой, что свидетельствует о наличии некогда в церкви престола во имя этого святого.[1]

## Гарнизонный храм
В XVII веке Архангельский собор оказался расположенным в Стрелецкой слободе и с тех пор (и по сей день) служит гарнизонным храмом. Тесной его связи с военными благоприятствовало не только географическое соседство, но и его посвящение Архистратигу Михаилу, покровителю военного дела. Финансирование храма со стороны оборонного ведомства, впрочем, было довольно скудным. Он строился дольше любой другой ярославской церкви — 25 лет с 1657 по 1682 годы. За это время вкусы ярославского купечества изменились, поэтому в храме оказались соединены черты двух этапов развития ярославской культовой архитектуры.
В плане храм почти идентичен ранним ярославским храмам Николая Чудотворца и Илии Пророка. Это четырёхстолпный трехапсидный храм на высоком подклете, где складировались товары для близлежащего торга (у церкви Спаса на Городу). С севера и запада четверик окружён галереями, на которые вели два живописных, высоких домообразных крыльца на ползучих арках. В настоящее время из них сохранилось только западное. С северо-западного угла, по ярославской традиции, к храму пристроена грузная квадратная колокольня с невысоким шатром. Имеются два придела, северный и южный; из них первый решён в виде башни и посвящён Соловецким чудотворцам.
Верхняя часть храма роднит его с ярославскими памятниками 1670-х и 1680-х годов: мощное пятиглавие и большие окна. Это едва ли не первый в Ярославле храм, изначально крытый на четыре ската, а не позакомарно. Такое покрытие считалось более практичным, так как не давало скапливаться на крыше снегу, а также акцентировало вертикализм постройки. В оформлении фасадов применены традиционные для Ярославля оконные наличники и ширинки (кессоны) с изразцовыми вставками, особенно многочисленные на паперти.

## Последние три столетия
Стенопись храма выполнила в 1731 году артель изографов из городов Ярославля и Галича Костромского во главе с художником-иконописцем Фёдором Фёдоровым, при державе: «Великой Государыни нашей Императрицы Анны Иоанновны при Благоверной Государыне Царевне Евдокии и при архиепископе Георгии Ростовском и Ярославском…»; об этом гласит надпись, сделанная иконописцами в нижней части стены летнего храма.
В это время архиепископом Ростовским и Ярославским был Георгий Дашков, известный тем, что встречал фельдмаршала Бориса Шереметева из Астраханского похода. Также это был последний год жизни последней русской царицы Евдокии Лопухиной после её освобождения из Суздальского Спасо-Ефимьева монастыря. Известно, что Евдокия Лопухина была первой женой императора Петра I; она стала матерью цесаревича Алексея, трагическая судьба которого хорошо известна в русской истории. Роспись летнего храма архистратига Михаила была начата 17 мая 1731 года, а закончена 21 сентября того же года. Об этом мы тоже узнаём из содержания надписи, оставленной иконописцами.
Эта работа иконописцев характерна для позднейшей ярославской фресковой живописи, в упрощённой измельчённости её есть нечто от народного лубка. Южный придел в 1781 году перестроен под тёплую церковь Благовещения. Помимо икон, в дореволюционном храме хранились серебряные кресты с мощами ярославских святых. Подробности жизни прихода раскрывает «Келейная запись» — храмовая летопись, которую в 1761—1825 годах вёл священник Семён Егоров.
В конце XVIII века прихожан Архангельского храма было 234 человека. В начале XX века в связи с уменьшением населения в окрестностях храма приход насчитывал уже всего 82 человека.
В 1924 году церковь была закрыта советскими властями и стала приходить в запустение. Драгоценная утварь и древние образы были расхищены; лишь немногие впоследствии отыскались в музеях. Внутри церкви были устроены перегородки; огромный урон нанесён стенописи. Отчасти утрачено изразцовое убранство паперти. Кирпичная ограда сохранилась, но без арочных ворот.
Возвращение храма верующим состоялось в 1994 году. Сначала восстанавливалась тёплая церковь; затем холодный храм. К началу 2000-х он был оштукатурен, воссозданы витражные окна. Утраченная фреска над входом по состоянию на 2020 год не восстанавливалась.
Каждый август церковь Михаила Архангела служит одной из площадок фестиваля хоровой и колокольной музыки «Преображение». Для демонстрации мастерства звонарей на территории храма устроена деревянная звонничка.

## Духовенство
- Настоятель храма — иерей Евгений Волков[3]

## Святыни
- частица мощей апостола Андрея Первозванного,
- икона с частицей мощей преподобного Илии Муромца[4].

## Галерея
- Вид со звонницы монастыря на древние храмы вдоль берега Которосли
- Крыльцо и вход в нижний Благовещенский храм
- Апсидная часть церкви оставлена неоштукатуренной